# Best in the World (2013)
Pour les articles homonymes, voir Best in the World.
Best in the World (2013) est un pay-per-view de catch produit par la Ring of Honor (ROH), qui était disponible uniquement en ligne. Le PPV se déroula le 22 juin 2013 au Du Burns Arena à Baltimore, dans l'état du Maryland. C'était le 4e Best in the World de l'histoire de la ROH.

## Contexte
Les spectacles de la Ring of Honor en paiement à la séance sont constitués de matchs aux résultats prédéterminés par les scénaristes de la ROH. Ces rencontres sont justifiées par des storylines - une rivalité avec un catcheur, la plupart du temps - ou par des qualifications survenues au cours de shows précédant l'évènement. Tous les catcheurs possèdent un gimmick, c'est-à-dire qu'ils incarnent un personnage face (gentil) ou heel (méchant), qui évolue au fil des rencontres. Un pay-per-view comme Best in the World est donc un événement tournant pour les différentes storylines en cours.

## Résultats
| #                                                                | Matchs, | Stipulation                                                                       | Durée |
| ---------------------------------------------------------------- | --- | --------------------------------------------------------------------------------- | ----- |
| 1                                                                | B.J. Whitmer bat Michael Bennett (avec Maria Kanellis et Bob Evans)                                                                                  | Match simple                                                                      | 7:16  |
| 2                                                                | The American Wolves (Davey Richards & Eddie Edwards) battent Adrenaline Rush (ACH & Tadarius Thomas)                                                 | Tag Team match                                                                    | 10:25 |
| 3                                                                | Adam Cole bat Roderick Strong par décompte extérieur                                                                                                 | Match simple                                                                      | 12:51 |
| 4                                                                | Michael Elgin bat Tommaso Ciampa | Match simple                                                                      | 16:37 |
| 5                                                                | Matt Taven bat Jay Lethal et Jimmy Jacobs | Triple Threat Match pour le ROH World Television Championship                     | 12:56 |
| 6                                                                | reDRagon (Bobby Fish & Kyle O'Reilly) (c) battent C&C Wrestle Factory (Caprice Coleman & Cedric Alexander) et S.C.U.M. (Rhett Titus & Cliff Compton) | Three-Way Tag team match pour le ROH World Tag Team Championship                  | 6:58  |
| 7                                                                | Matt Hardy (avec Steve Corino) bat Kevin Steen | No Disqualification match pour être challenger n°1 pour le ROH World Championship | 14:11 |
| 8                                                                | Jay Briscoe (c) bat Mark Briscoe | Match simple pour le ROH World Championship                                       | 21:10 |
| (c) désigne le(s) champion(s) défendant son titre dans le match. | |                                                                                   |       |